# Kathanga
Kathanga är en krater i Kenya.   Den ligger i länet Isiolo, i den centrala delen av landet, 230 km nordost om huvudstaden Nairobi. Toppen på Kathanga är 1 748 meter över havet.
Terrängen runt Kathanga är huvudsakligen kuperad. Runt Kathanga är det glesbefolkat, med 18 invånare per kvadratkilometer. Det finns inga samhällen i närheten. I omgivningarna runt Kathanga växer huvudsakligen savannskog.